# Mesopateoris
Mesopateoris es un género de foraminífero bentónico de la subfamilia Miliolinellinae, de la familia Hauerinidae, de la superfamilia Milioloidea, del suborden Miliolina y del orden Miliolida. Su especie tipo es Mesopateoris gullensis. Su rango cronoestratigráfico abarca el Holoceno.

## Clasificación
Mesopateoris incluye a la siguiente especie:
- Mesopateoris gullensis

Otra especie considerada en Mesopateoris es:
- Mesopateoris disrupta, de posición genérica incierta